# Volea-Sadkivska, Mostîska
Volea-Sadkivska (în ucraineană Воля-Садківська) este un sat în comuna Krukenîci din raionul Mostîska, regiunea Liov, Ucraina.

## Demografie
Componența lingvistică a localității Volea-Sadkivska
     Ucraineană (100%)
Conform recensământului din 2001, toată populația localității Volea-Sadkivska era vorbitoare de ucraineană (100%).